# Golčer
Golčer je priimek v Sloveniji, ki ga je po podatkih Statističnega urada Republike Slovenije na dan 1. januarja 2010 uporabljalo 78 oseb in je med vsemi priimki po pogostosti uporabe uvrščen na 5.385. mesto.

## Znani nosilci priimka
- Jure Golčer (*1977), kolesar